# Turó de Mas Coll
El Turó de Mas Coll és una muntanya de 824 metres que es troba entre els municipis d'Arbúcies i de Sant Hilari Sacalm, a la comarca de la Selva.